# 장길수
장길수(張吉秀, 1955년 5월 28일 ~ )는 대한민국의 영화 감독이며 1994년 MBC 특집드라마 생의 한가운데로 TV 드라마 연출 데뷔를 했으며 다음 해 KBS에서 설 특집으로 방영된 인연이란을 통해 두 번째 드라마 연출을 맡았다.

## 생애
김수용 감독의 조감독 생활을 시작으로 영화계 입문.

## 작품

### 감독

#### 영화
- 1980년 강의 남쪽(단편)
- 1985년 밤의 열기 속으로
- 1987년 레테의 연가
- 1988년 아메리카 아메리카
- 1989년 불의 나라
- 1990년 추락하는 것은 날개가 있다
- 1991년 수잔 브링크의 아리랑
- 1991년 은마는 오지 않는다
- 1993년 웨스턴 애비뉴
- 1994년 나는 소망한다 내게 금지된 것을
- 1996년 맥주가 애인보다 좋은 일곱가지 이유
- 1997년 아버지
- 1998년 실락원
- 2005년 초승달과 밤배

#### 드라마
- 1994년 생의 한가운데 (MBC, 세계 가정의 해 특집 드라마)
- 1995년 인연이란 (KBS, 신년 특집 드라마)

### 각본
- 1980년 강의 남쪽(단편)
- 1983년 장미와 도박사
- 1985년 밤의 열기 속으로
- 1987년 레테의 연가
- 1990년 추락하는 것은 날개가 있다
- 1991년 수잔 브링크의 아리랑
- 1991년 은마는 오지 않는다
- 1993년 웨스턴 애비뉴

### 각색
- 1994년 나는 소망한다 내게 금지된 것을
- 2005년 초승달과 밤배

### 출연
- 1999년 색과 빛으로 조율하는 아픔! 촬영감독 정일성 - 인터뷰
- 2011년 부러진 화살 - 대학교 학과장 역

## 수상
- 1990년 제28회 대종상 영화제 감독상 <추락하는 것은 날개가 있다>
- 1991년 제2회 춘사영화상 각색상 <은마는 오지 않는다>
- 1991년 제27회 백상예술대상 감독상 <은마는 오지 않는다>